# Iglesia de San Julián (Ororbia)
La iglesia de San Julián, en Ororbia (Navarra) es un templo de estilo gótico, construido en la primera mitad del siglo XIV, que conserva parte de un templo anterior protogótico. El templo dispone una única nave de cuatro tramos cubiertos con bóveda de crucería simple, con una cabecera poligonal profunda con bóveda de cinco paños, a cada lado del tramo más cercano se abren unas capillas proporcionando así al templo un transepto. A los pies de la nave se encuentra la torre de la anterior iglesia protogótica, donde el nuevo templo situó el baptisterio. En el siglo XVI se construyó un coro sobre el primer tramo de la nave, se adoso en la cabecera, en el lado de la epístola, una sacristía cuadrada, cubierta con bóveda de terceletes.
Destaca en el templo un retablo renacentista, realizado hacia 1523-1530, con 18 tablas pintadas por un autor anónimo (llamado provisionalmente Maestro de Ororbia), entre las que algunas de ellas representan escenas de la leyenda de San Julián el Hospitalario, y varias tallas de autoría diversa. Tras el retablo se conserva, aunque con cierto deterioro una pintura mural, atribuida a Juan Oliver, autor del mural del refectorio de la catedral de Pamplona, con escenas de la Pasión y Resurrección, y de la Natividad del Señor.

## La arquitectura del templo
Antes de describir la arquitectura del templo resulta necesario centrar su cronología, habitualmente se ha considerado obra gótica de la primera mitad del siglo XV, englobando a los pies de la nave la base de la torre-campanario de un templo protogótico de la primera mitad del siglo XIII; esa datación corresponde a la concesión otorgada por Carlos III para que parte de las primicias que debía aplicarse a la fortificación de Huarte-Araquil, se dedicasen a reparar la iglesia y la torre de Ororbia que se encontraba en estado ruinoso; este dato hacía suponer que ese era el momento -primera mitad del siglo XV-  en que se inicia la construcción del templo actual, para sustituir el primitivo protogótico. Sin embargo, el descubrimiento y estudio de la pintura mural que cubrió el retablo renacentista, ha hecho considerar que la construcción del templo actual debió realizarse en la primera mitad del siglo XIV, y no solo por las características de las pinturas sino también por las de la celosía que cubre interiormente la ventana axial situada en la cabecera.
El templo de San Julián consta de una única nave de cuatro tramos la que se añade una cabecera poligonal de cinco paños, donde se sitúa el presbiterio, y a los pies un espacio correspondiente al baptisterio (un cuadrado de unos cinco metros de lado) situado en la base de la torre campanario. En el tramo de la nave contiguo a la cabecera se abren sendas capillas que proporcionan al templo un transepto. La nave se orienta de oeste a este, con la cabecera y por tanto el altar al este. Para completar la descripción volumétrica del templo hay que referirse a la sacristía que se abre en el lado de la epístola de la cabecera, y el coro que se sitúa en el primer tramo de la nave, y al que se accede por unas escaleras que se alojan en un cuerpo que se adosa al norte del templo; además en el lado sur de la cabecera se añade un cuerpo cuadrado donde se aloja la sacristía. En su conjunto la nave del templo tiene una longitud aproximada de 25 m, por 9 de ancho y una altura de unos 12 metros.
La nave principal se cubre con bóvedas de crucería simple, los arcos quedan formados por un baquetón con listeles que le separan de unos baquetoncillos más finos. Los arcos fajones tienen un doble baquetón en los que la curvatura interna de cada una de sus dos partes no quedan separadas entre sí, sino intersecadas; todos los arcos fajones se prolongan en los paramentos de la nave apoyándose en unas ménsulas situadas a media altura, salvo en el arco que abre la cabecera del templo pues, en este caso, la nervadura del arco se prolongan hasta el suelo. Los capiteles en el arranque de los arcos o sobre las ménsulas quedan en su mayoría decorados, al igual que las claves de los arcos, con motivos vegetales; sin embargo, en el tramo más occidental tres de ellos muestran motivos animales. La cabecera se cubre con una bóveda de paños, prolongándose los arcos que los sostienen hasta el suelo. Las capillas laterales disponen en la embocadura de un arco apuntado, y se cubren mediante bóveda de cañón, también apuntada.
Tanto la sacristía como el coro fueron construidos en el siglo XVI. La sacristía se cubre mediante bóveda de terceletes sostenida por ménsulas cónicas en las cuatro esquinas del cuadrado que le sirve de planta. El coro queda sostenido por una bóveda de crucería simple sobre dos arcos rebajados apoyados en pilares: uno le sirve de embocadura, el otro se abre al baptisterio.
En el exterior destacan los contrafuertes de la cabecera y que abre en su eje una ventana en ajimez; los contrafuertes correspondientes a los arcos fajones modulan los dos lados de la iglesia, aunque algunos de ellos quedan englobados en la sacristía y en el cuerpo de escaleras que sube al coro. En la fachada sur se abren las ventanas relativamente pequeñas que desde la parte alta iluminan la nave; entre los contrafuertes que acompañan al segundo tramo de la nave se encuentra la portada principal del templo, con múltiples arquivoltas que siguen un arco apuntado. En el lado norte del templo, en el tercer tramo de la nave aparece otra portada más reducida que debió comunicar la iglesia con un antiguo cementerio, que debió cegarse cuando dejó de utilizarse el cementerio. En el lado oeste del templo destaca la torre ampliada en el siglo XVII, sobre la original protogótica hasta casi doblar la altura de la nave del templo.

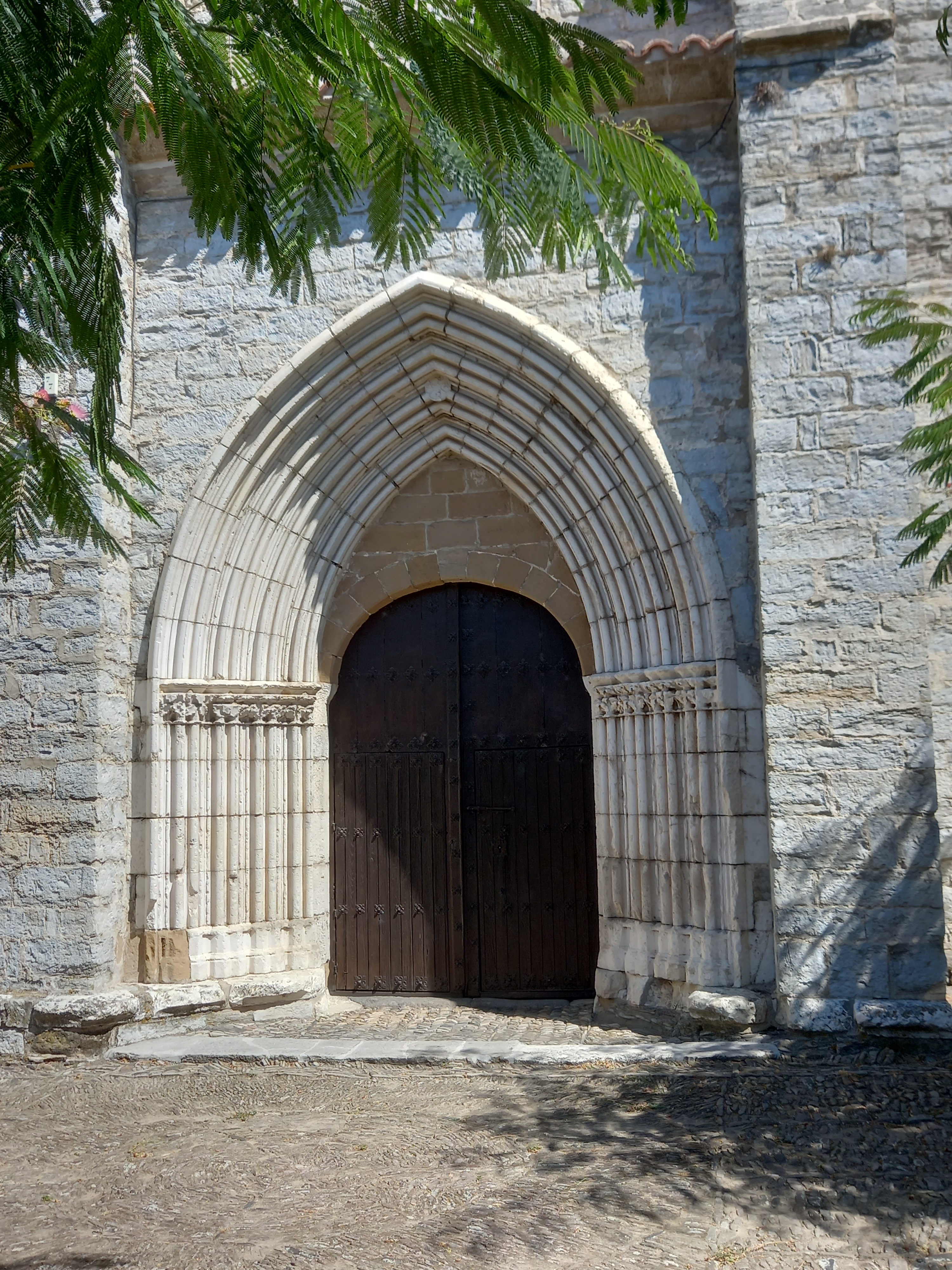
Portada de la iglesia
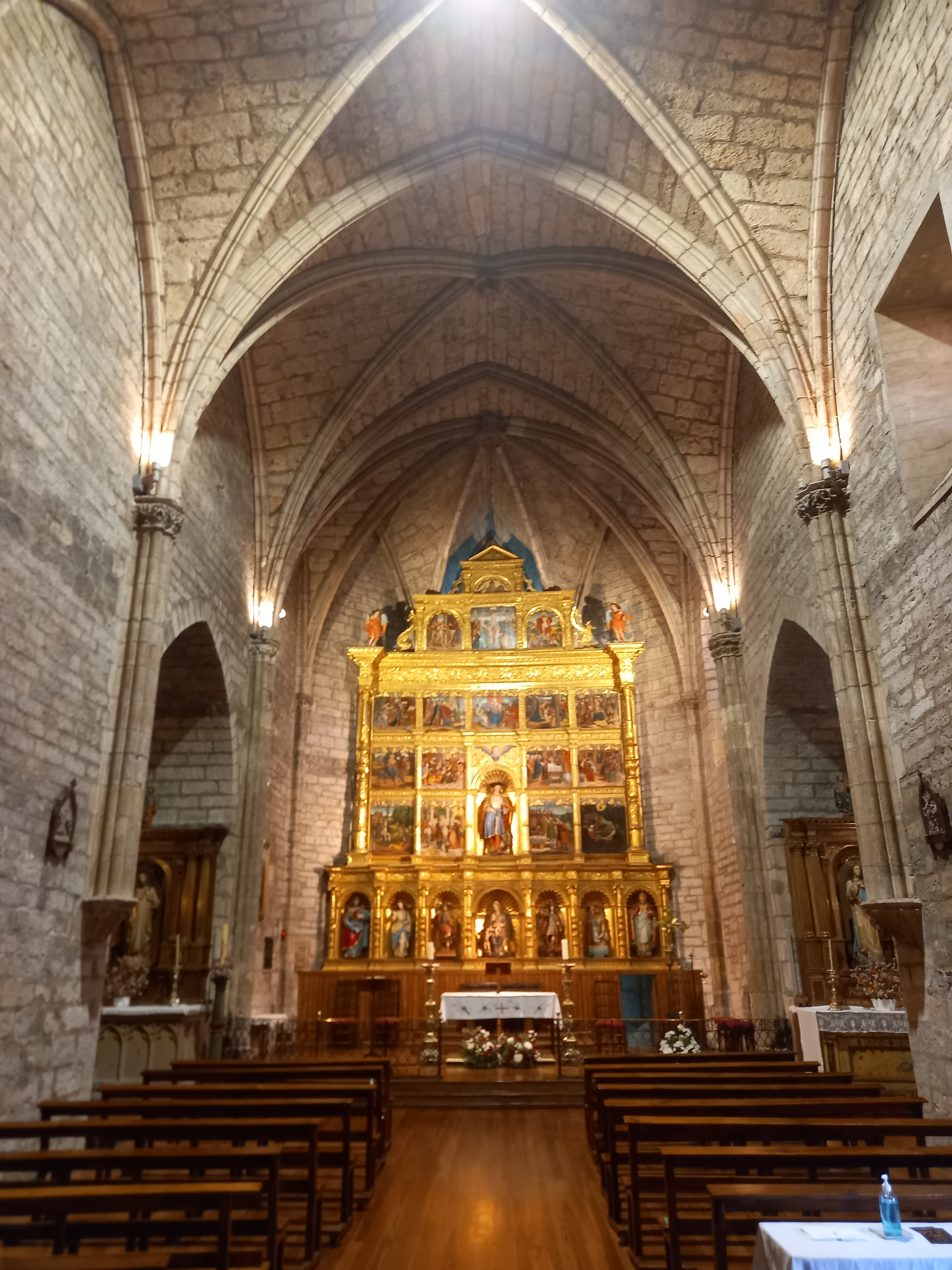
Nave del templo, con el presbiterio al fondo
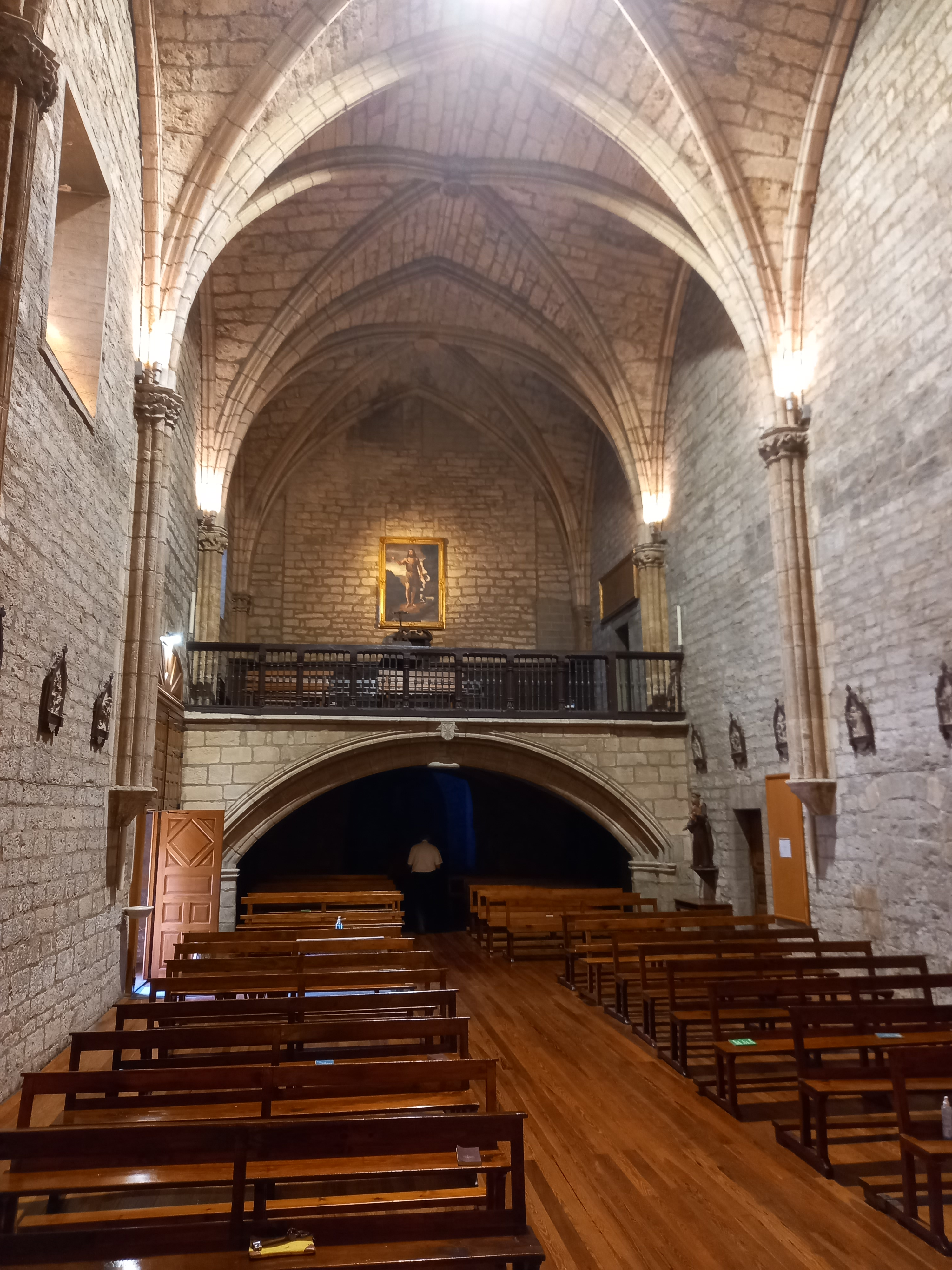
Nave del templo, al fondo el coro
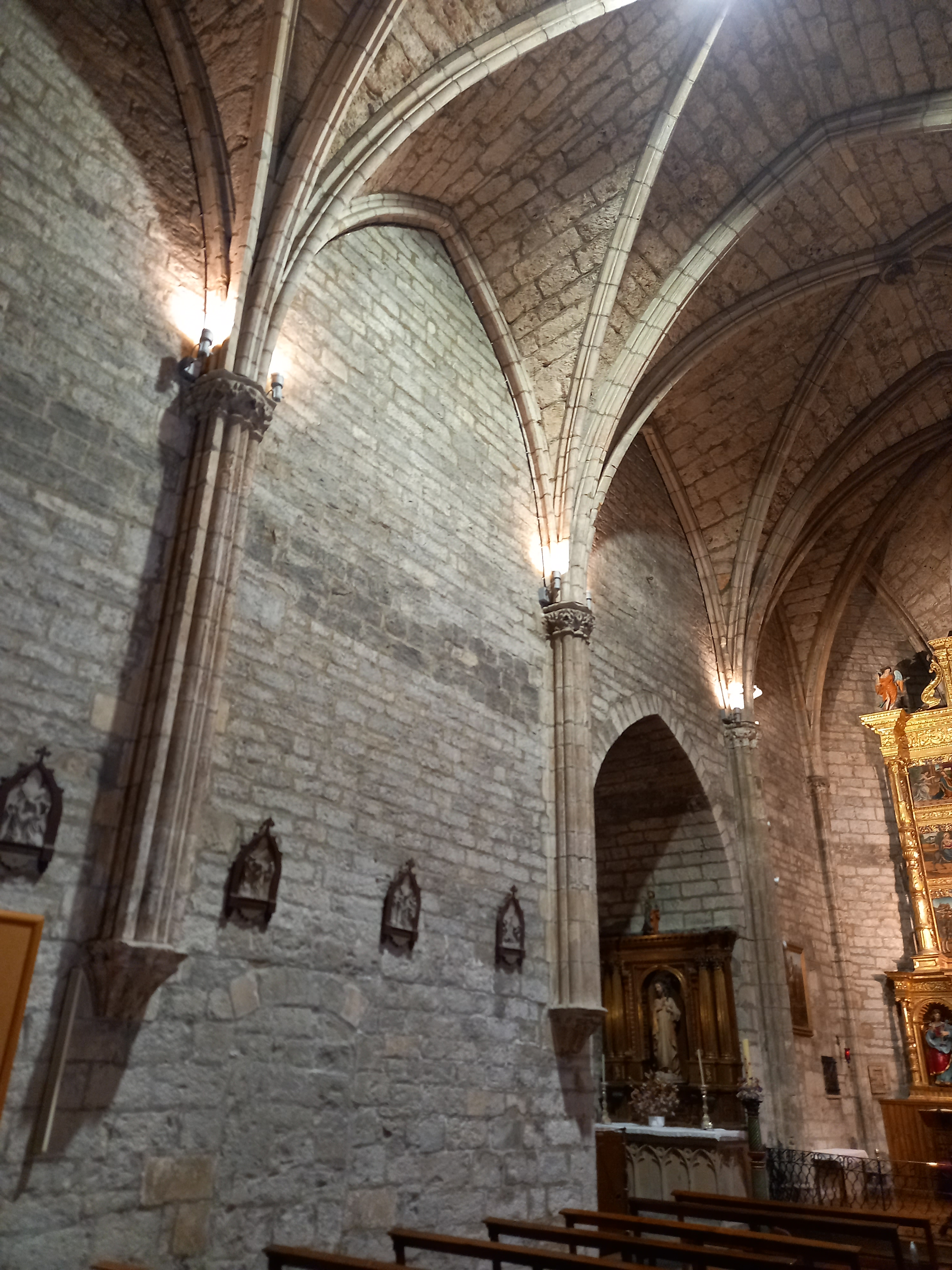
Arranque de los arcos sobre ménsulas

## El retablo renacentista

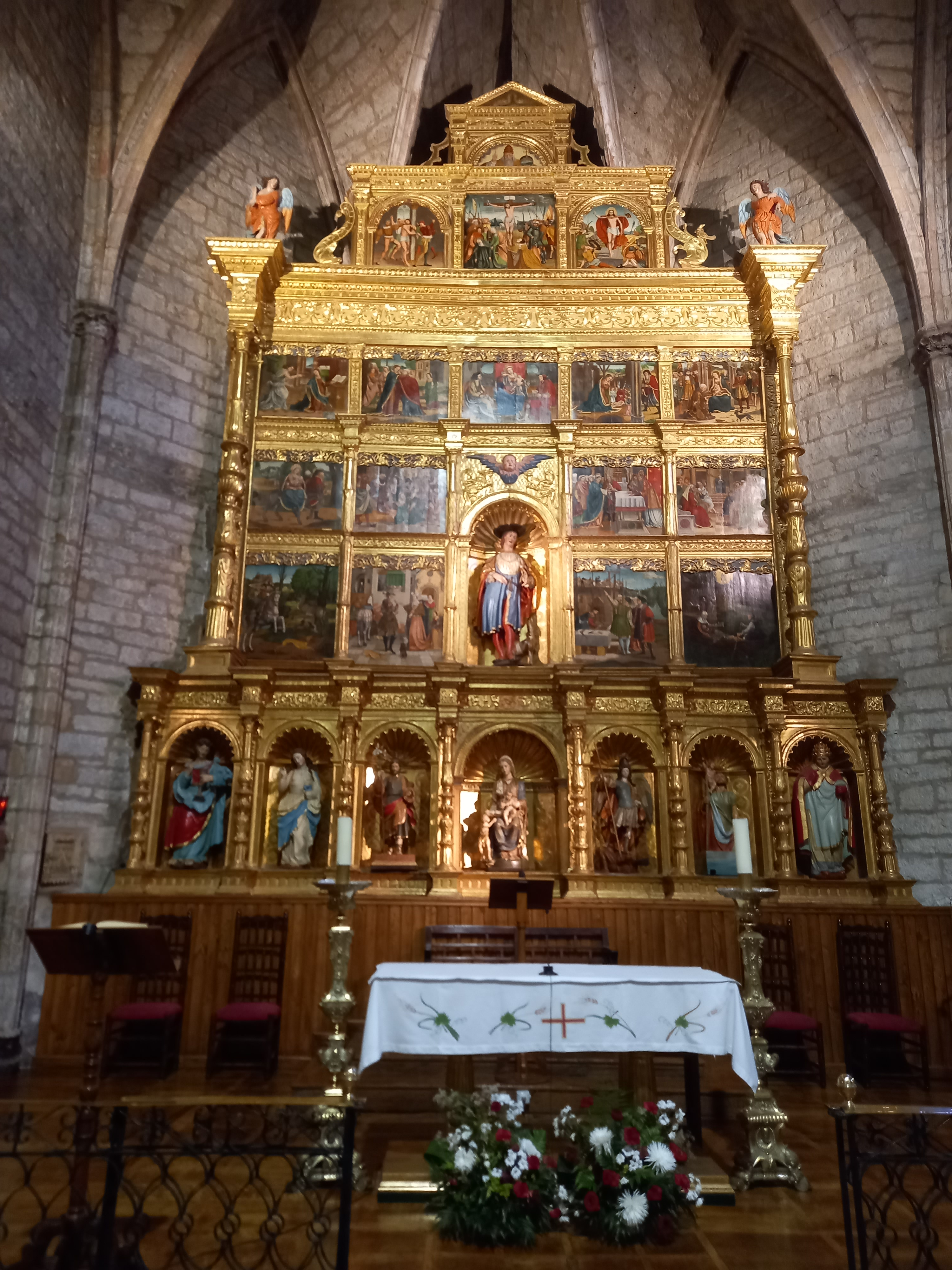
Retablo mayor de la iglesia de San Julián

En el primer tercio del siglo XVI -entre 1523 y 1530-se elaboró el retablo que ocupa los cinco paños centrales de la cabecera del templo; fue realizado por un autor que hasta la fecha no ha podido identificarse por lo que se viene utilizando la apelación del Maestro de Ororbia que empleó Diego A. Iñiguez, en amplio artículo sobre el retablo en que identifica el lenguaje pictórico empleado como un compromiso entre las corrientes flamencas y germánicas y el italianismo renacentista. En conjunto se trata de una pieza excepcional que sobresale en el conjunto de las obras pictóricas del Renacimiento español, que ha sido declarado Bien de Interés Cultural en 1999 y restaurado en 2007.
El retablo queda compartimentado en un gran número de cajas que se disponen en una retícula con tres cuerpos horizontales y cinco calles verticales. Esta estructura queda apoyada en un potente banco, más ancho que el resto del retablo, en el que se abren siete hornacinas aveneradas, separadas por balaustres con capiteles clásicos, sobre ellos corre un friso con grutescos: Cada uno de los tres cuerpos quedan separados entre sí por unos frisos, y rematados en su conjunto por un amplio entablamento que se apoya en los extremos en unos balaustres que arrancan desde el banco inferior. Sobre el entablamento se sitúa un ático de dos alturas, la primera distribuida entre tres cajas correspondientes a los tres calles centrales del resto del retablo, mientras que la segunda altura se reduce a la calle central con una caja de menor altura cubierta por un arco de medio punto, y sobre ella un frontón triangular.
Las hornacinas del banco las ocupan, de izquierda a derecha, esculturas de San Juan Evangelista, la Magdalena, San José La Virgen con el Niño y San Juanito, San Miguel, San Cristóbal y un Santo Papa (quizá San Gregorio Magno), algunas de estas esculturas son contemporáneas a la confección del retablo, no así la de San José (barroca), San Miguel (de un romanismo incipiente propio de finales del siglo XVI, San Cristóbal, y la imagen de la Virgen que hacia 1940 sustituyó al sagrario que ocupa la hornacina central. El retablo cuenta con varias esculturas más, en la calle central del retablo, ocupando el cuerpo inferior y el intermedio hay una hornacina con una imagen de San Julián, con vestido a la moda del emperador Carlos V. Por último dos ángeles se sitúan en los extremos del remate superior del tercer cuerpo del retablo.
En las cajas que el retablo destina a tablas pintadas se representan: en la calle inferior de izquierda a a derecha, cuatro escenas correspondientes a la leyenda de San Julián el Hospitalario, tal como quedó recogida en la Leyenda áurea de Vorágine: el anuncio que un ciervo hace al santo de que dará muerte a sus padres; la noticia que le da su mujer de que la pareja a que ha dado muerte son sus padres; el santo visitando las obras del hospital que ha mandado levantar; y el santo trasladando en barca a un peregrino de Santiago. En los otros dos cuerpos del retablo las tablas representan escenas de la Infancia del Señor: en el cuerpo intermedio; la huida a Egipto, la matanza de los Inocentes, la presentación del Señor en el templo y Jesús entre los doctores en el templo. En el cuerpo superior: la Anunciación a Nuestra Señora, la Visitación a Santa Isabel, la Virgen con el Niño en diálogo con San Abdón y San Senén, el nacimiento de Jesús y la adoración de los Reyes Magos. Llama la atención la tabla que representa a la Virgen en diálogo con esos dos santos, cuyo culto frecuente en Cataluña, resulta insólito en Navarra. En el ático del retablo, las tres tablas recogen escenas de la Pasión del Señor: la flagelación de Cristo, la crucifixión y la resurrección; y la tabla superior, bajo el frontón, representa al Padre Eterno. En todas estas pinturas destaca el cuidado con que se representan los ropajes, reflejo de las indumaetarias de la época en que se realizan.

Tallas del retablo, y las cuatro tablas de la leyenda de San Julián el Hospitalario
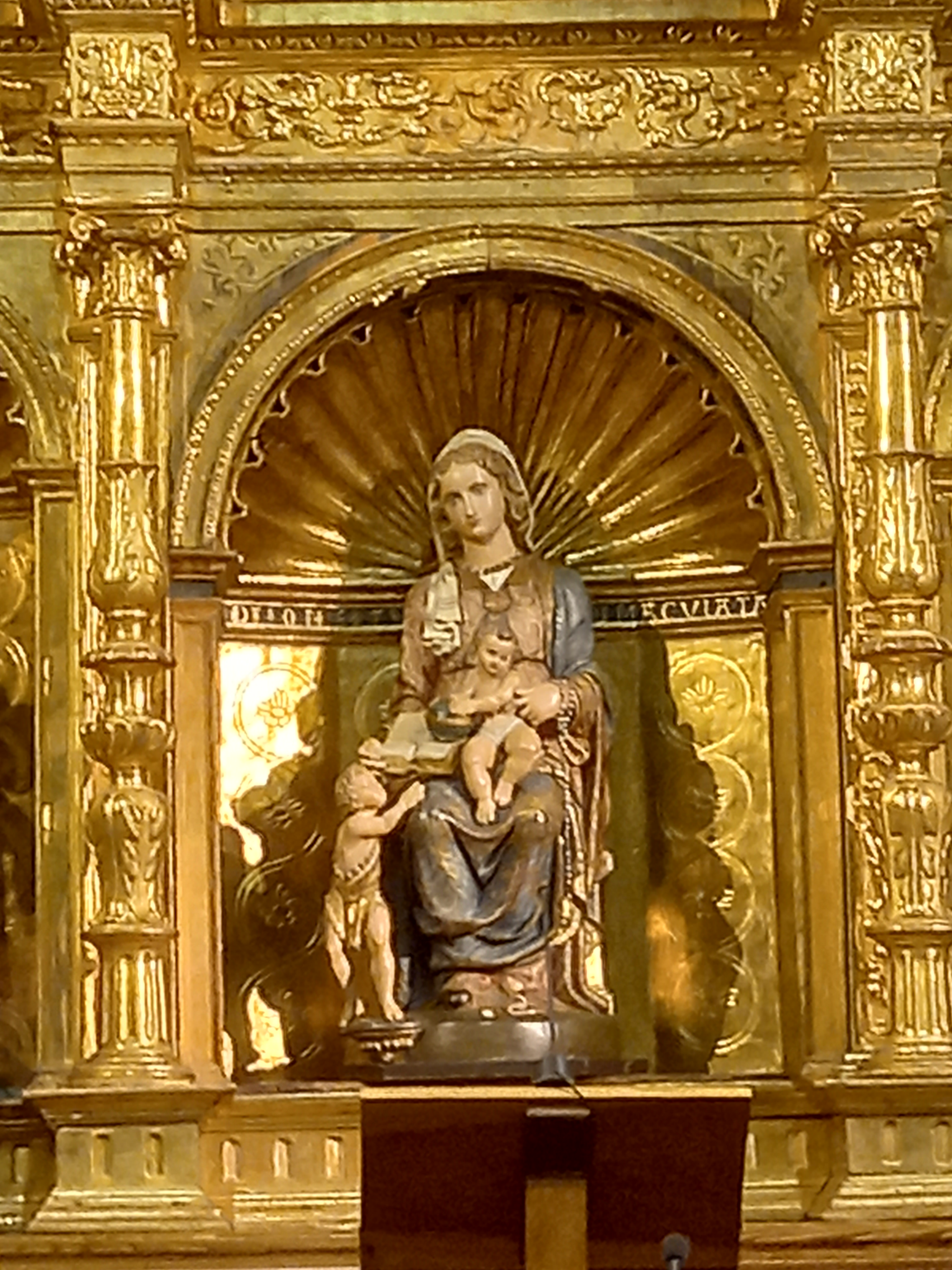
La Virgen con el Niño y San Juanito en la hornacina central de la predela
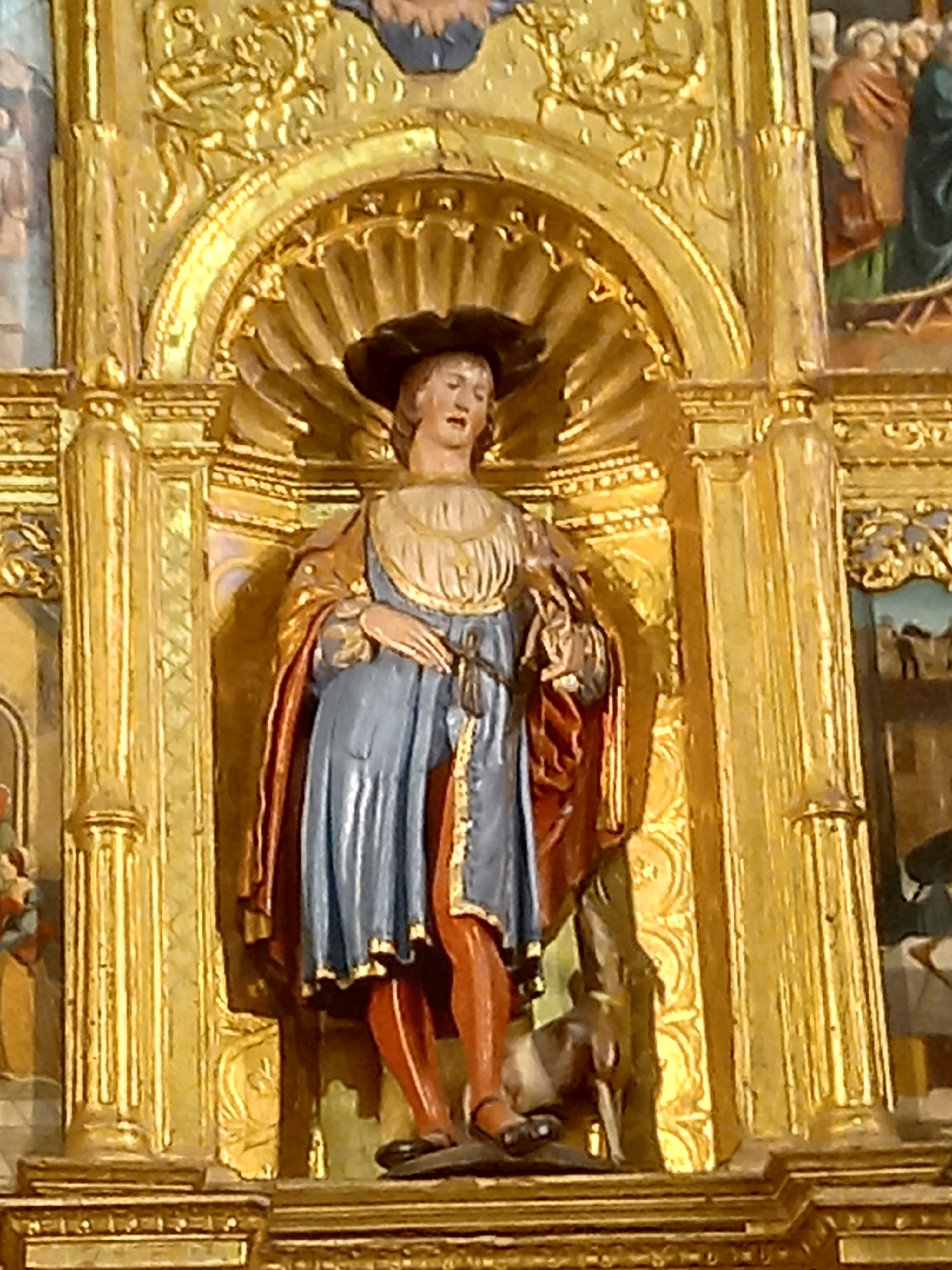
San Julián, con ropaje del siglo XVI, en la hornacina central del retablo
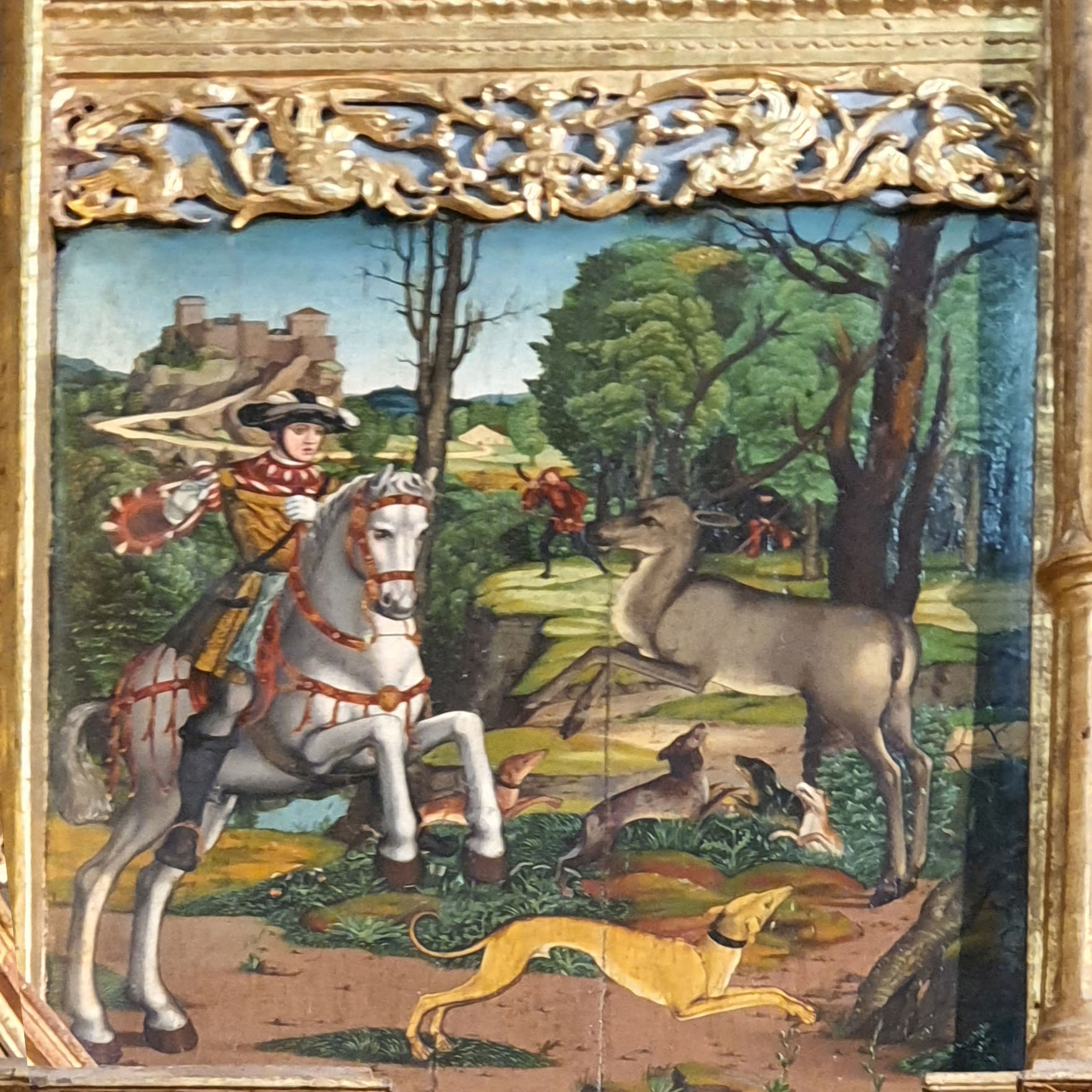
Un ciervo le anuncia que matará a sus padres
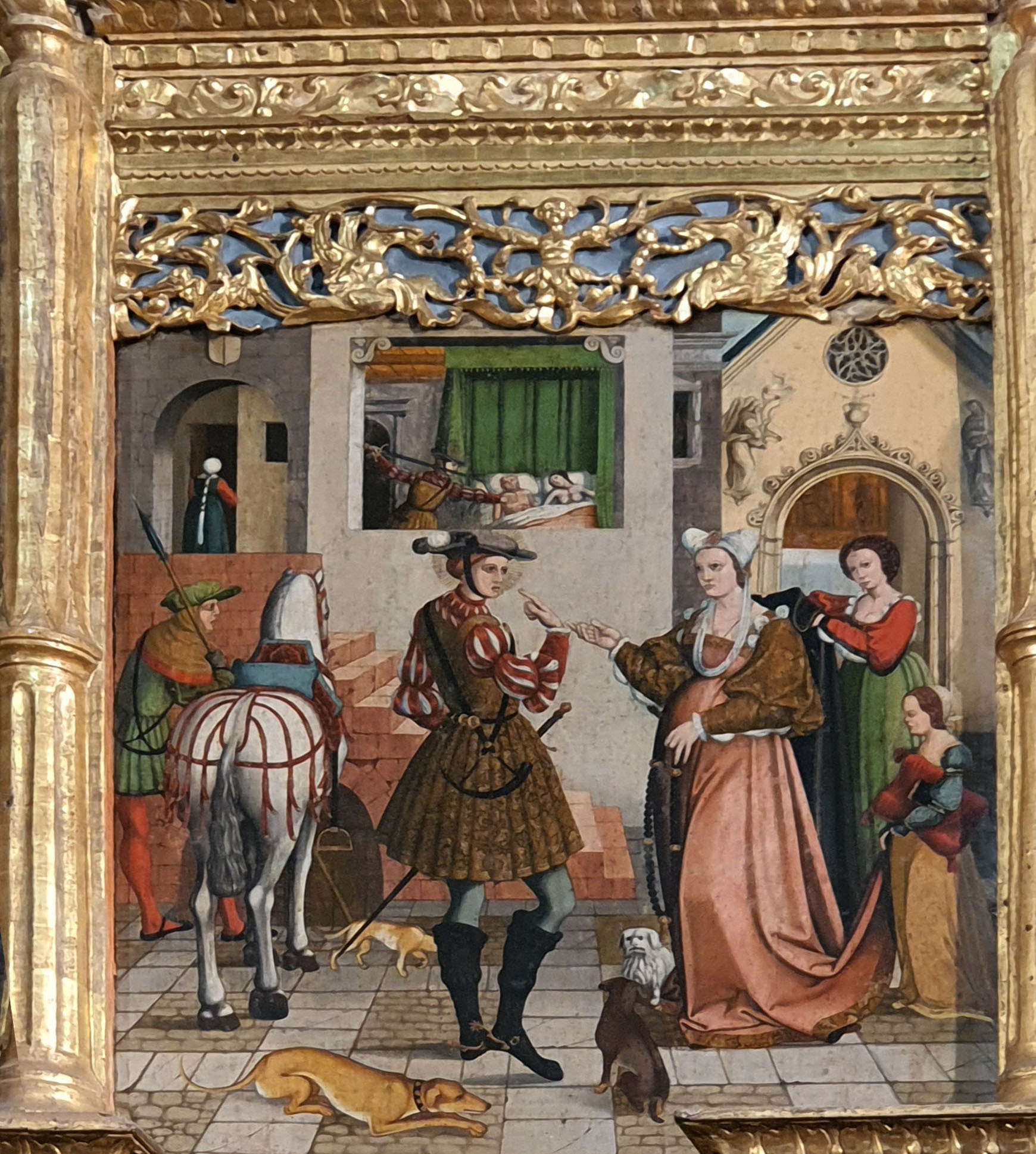
Su mujer le comunica que ha matado a sus padres
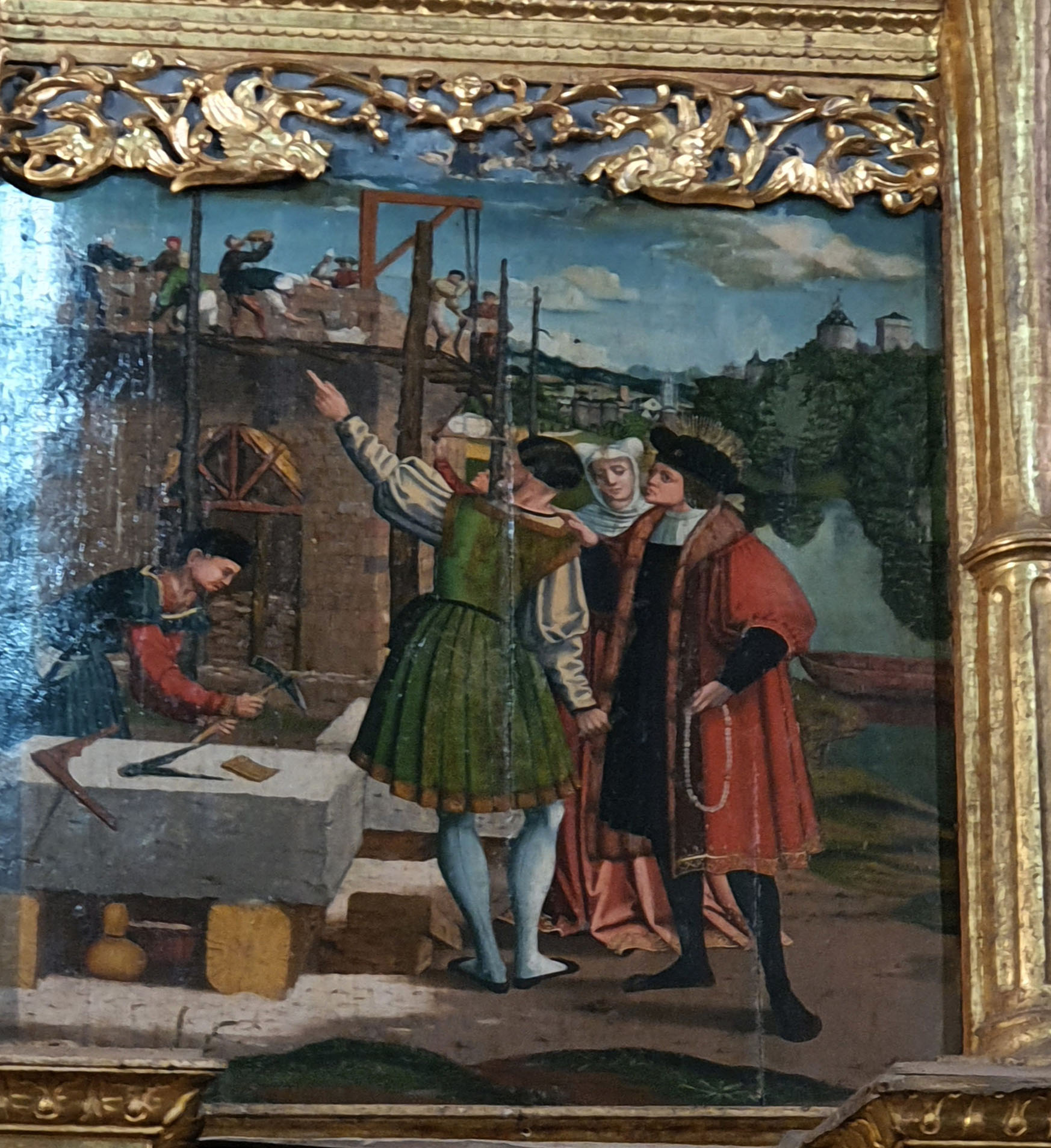
Visita las obras del hospital que ha hecho construir
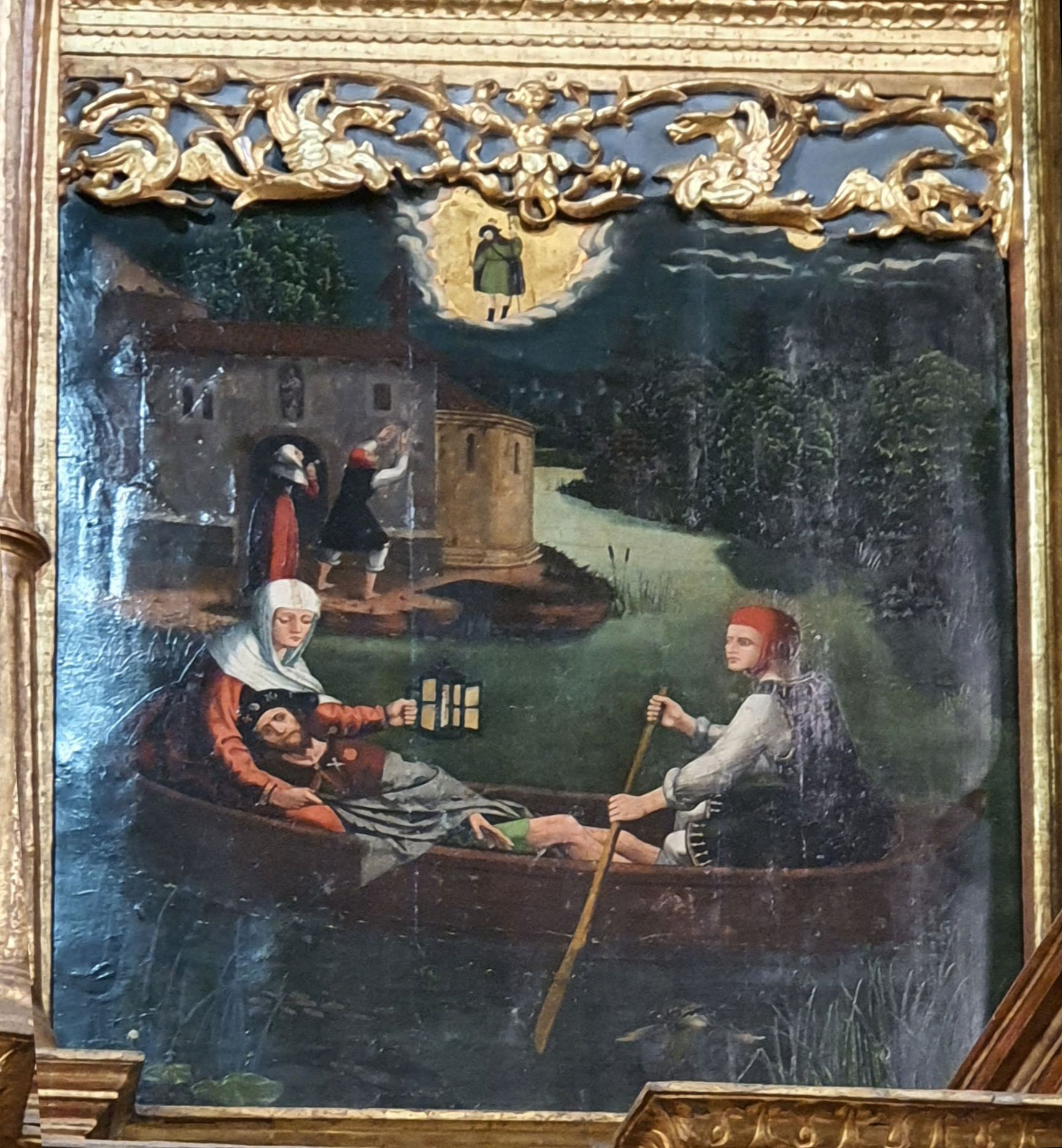
San Julián transporta a un peregrino enfermo

## Pinturas murales

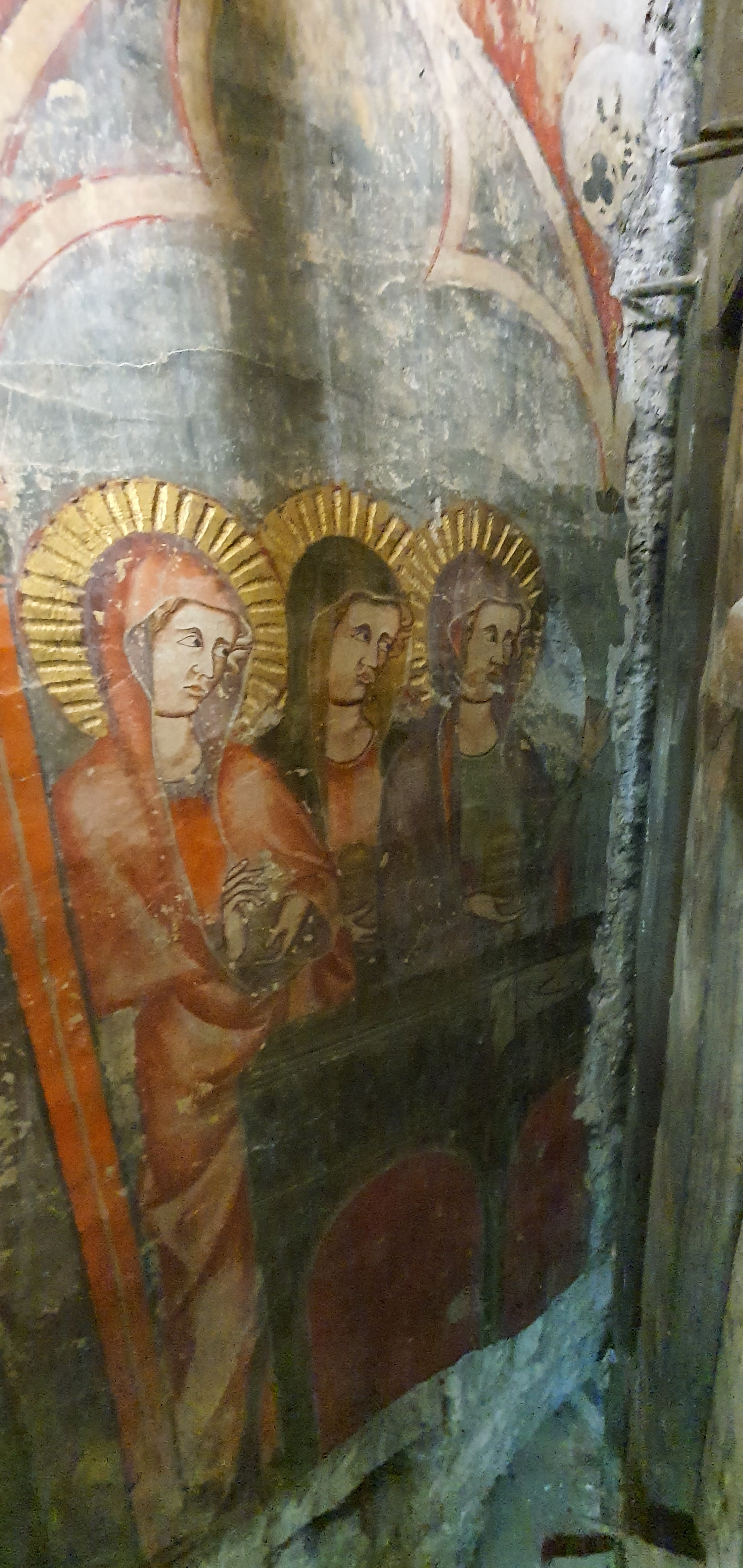
Las tres Marías

El retablo renacentista cubrió en el siglo XVI el gran mural que desde la construcción del templo en el siglo XIV decoraba los paramentos de la cabecera del templo. Con motivo de la restauración del retablo renacentista en los años 2007-2008. estas pinturas murales fueron restauradas, y pueden ser contempladas aunque el reducido espacio que queda entre la trasera del retablo y el mural dificulta su visión.
Las características de esta pintura permiten atribuirlas a Juan Oliver, autor del mural del refectorio de la Catedral de Pamplona, que se conserva en el Museo de Navarra. Los colores y materiales utilizados, las características de los dibujos figurativos y ornamentales, así como su composición apoyan esta atribución a Oliver, situando la ejecución del mural de Ororbia entre 1330-1335, contemporáneo del que pintó en el refectorio de la catedral y que fechó en 1332. El sentido narrativo de las composiciones de este mural, tanto como la elegante y delicada ejecución de las esbeltas figuras evidencian -como sucede con el del refectorio de la catedral de Pamplona- una estrecha relación con el arte practicado en los talleres de Aviñón —a su vez influidos por la pintura italiana del trecento— y con la miniatura inglesa. 
Posiblemente la pintura mural ocupó los cinco paños de la cabecera del templo, aunque actualmente solo se conservan, y deterioradas, la que cubren los tres paños centrales, que son los que ha tapado el retablo. La decoración de estos paños presenta tres bandas horizontales, que cubren el paño central y aproximadamente la mitad de los paños laterales, pues los que no cubrió el retablo se han perdido. La banda inferior comienza a unos cuatro metros del suelo, que es donde empieza el revoco pues la parte inferior debió de estar cubierta con alguna tabla o tapices.  La banda inferior tiene una altura aproximada de 120 cm, la intermedia de 150 cm, y la superior posiblemente no quedaba delimitadamente en su altura, pues utilizaba todo lo que quedaba del paño de la bóveda, en todo caso el deterioro de las pinturas de esta banda no permite asegurarlo. Todas las escenas tienen una anchura de 100 cm y, salvo la escena central de la banda interior, todas quedan delimitadas superiormente por un doble arco que forma parte de una arquería soportada por unos pilares que sirven también para separar las distintas escenas. En el paño central de la banda intermedia, en el eje del templo se sitúa una ventana con una celosía de estuco en el interior que matiza la luz. Esta ventana que ocupa también la banda superior queda también decorada. La pintura del mural se realiza sobre un enlucido de cal y arena con un distinto grosor según la pintura que iba a recibid, sobre el que se trazó a punta seca el dibujo geométrico que enmarca las escenas, sobre ese enlucido se pintan las figuras con una mezcla de temple y óleo, algunos elementos se destacan con labores de estuco sobre el que en ocasiones -por ejemplo nimbos y coronas- se extiende un pan de oro.
En cuanto a la representación del mural,  en la primera banda, la inferior, se presentna siete escenas de la Pasión y Resurrección de Cristo: en el paño de la izquierda, ante Herodes (donde Cristo debería aparecer en una zona perdida), la Flagelación (muy deteriorada); en el paño central, Camino del Calvario, Crucifixión (muy deteriorada) y Santo Entierro (bien conservada); en el paño de la derecha, en buen estado de conservación, la Resurrección, y las Tres Marías. En la banda situada sobre esta primera aparecen seis escenas de la Navidad y ocupado el lugar central la decoración de un ventanal gótico, que sobrepasa la altura de las escenas. En el paño de la izquierda se inicia con la escena, muy perdida, de Herodes recibiendo a los Reyes Magos; a continuación la adoración de los Reyes al Niño, del que solo se conserva la imagen de la Virgen con el Niño, y la cabeza de uno de los reyes, en el paño central, a la izquierda del ventanal solo quedan unos restos con parte de un caballo, una corona, un personaje con una espada -quizá el regreso de los Reyes Magos-; sigue a continuación la decoración interior de la ventana situada en el eje del templo, ella queda cubierta al interior con una celosía de estuco; a la izquierda de la ventana se representa la matanza de los Inocentes, y aunque con cierto deterioro se ven con claridad la figura de Herodes, soldados, un niño atravesado por la espada y su madre; la última escena, en el extremo derecho, presenta al Niño Jesús bendiciendo a tres niños que parecen precipitarse sobre el suelo, posiblemente -tal como ha sugerido Mari Carmen Lacarra- una representación de un pasaje de un apócrifo del siglo XI.De la tercera banda, la superior, solo se conservan las pinturas del paño central, a uno y otro lado de la ventana que arranca de la segunda banda; la imagen de un ángel que toca una trompeta, y algunos otros restos, permiten suponer que en su conjunto representaban el Triunfo de Cristo y el Juicio Final.

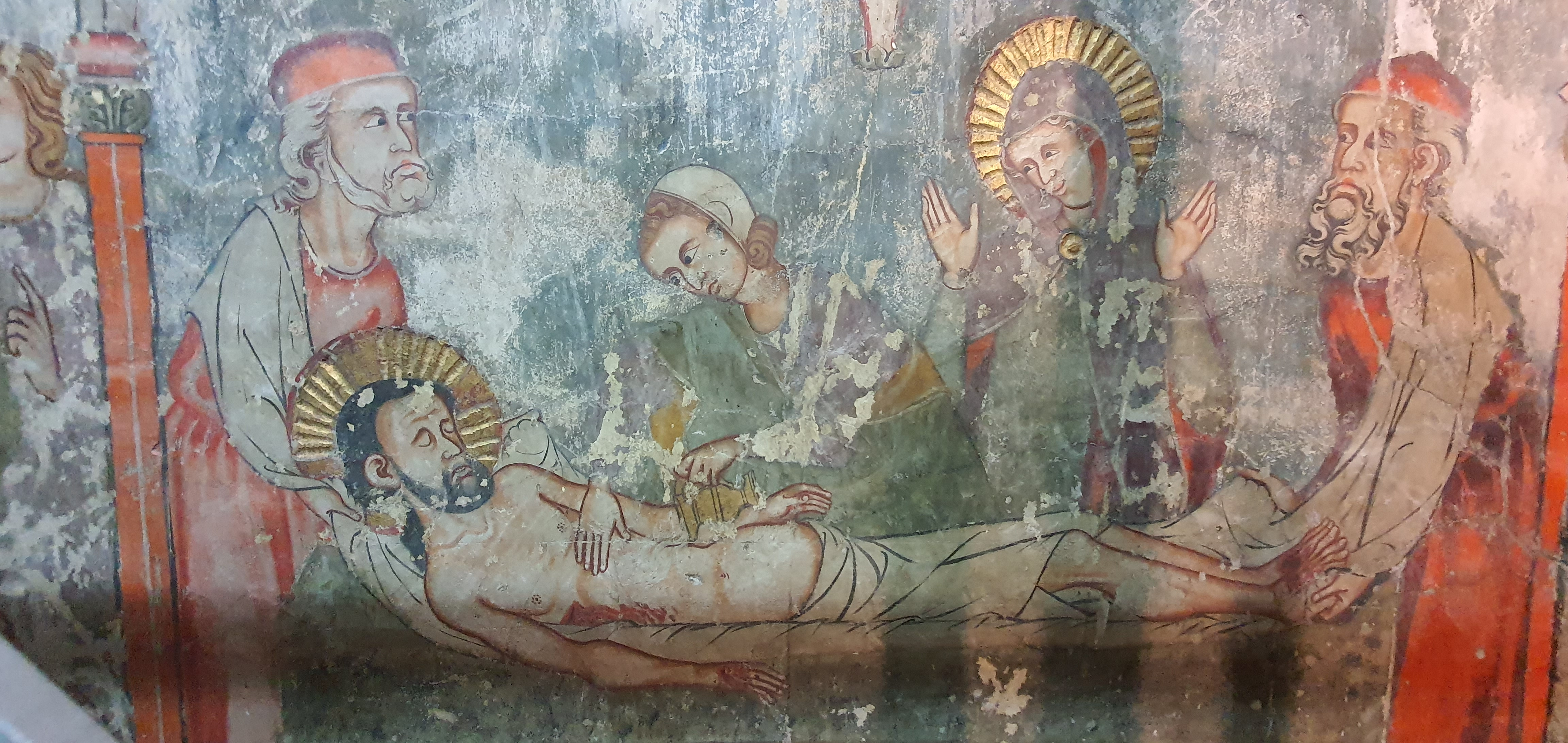
Escena del Santo Entierro
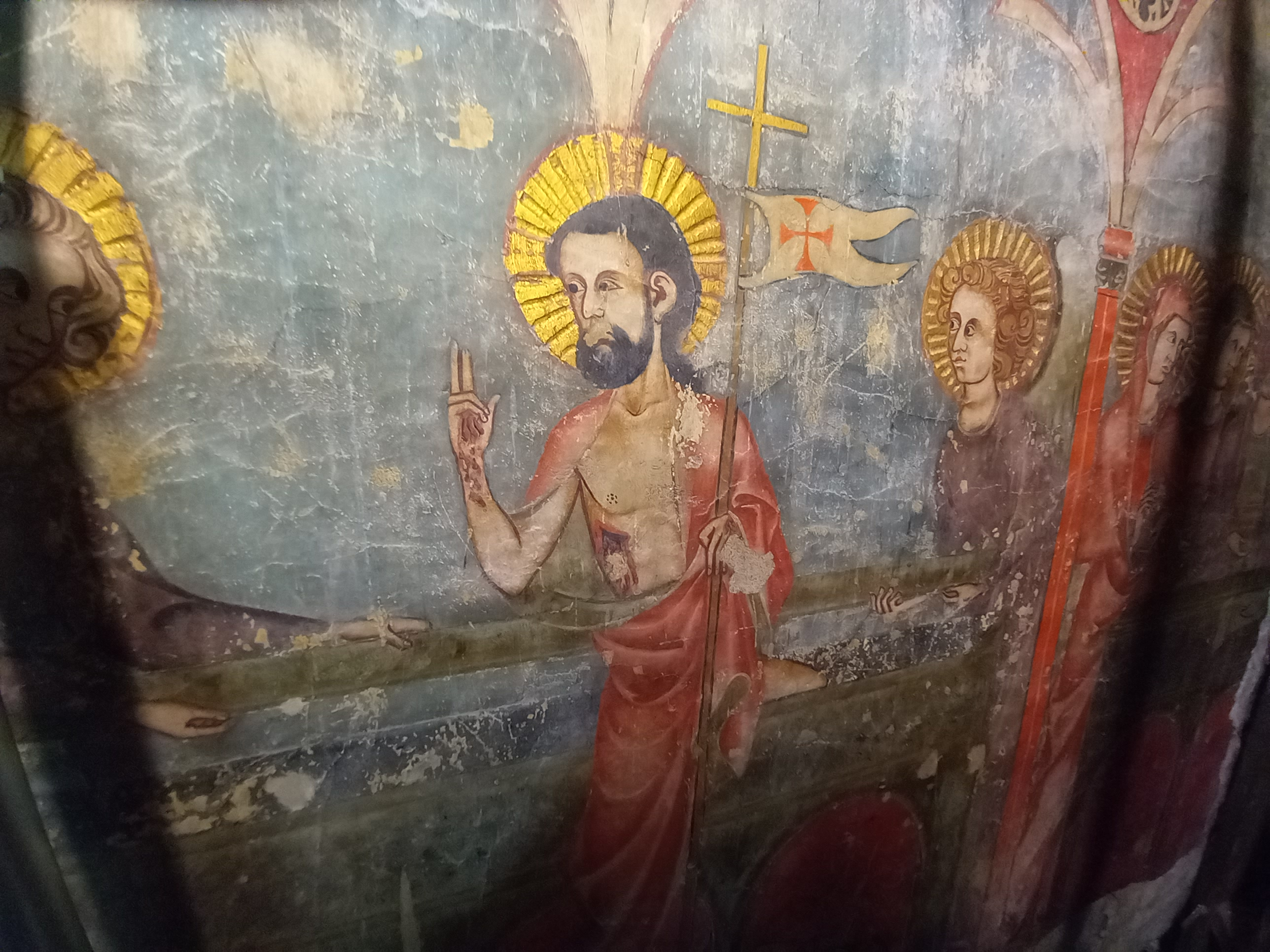
La Resurrección
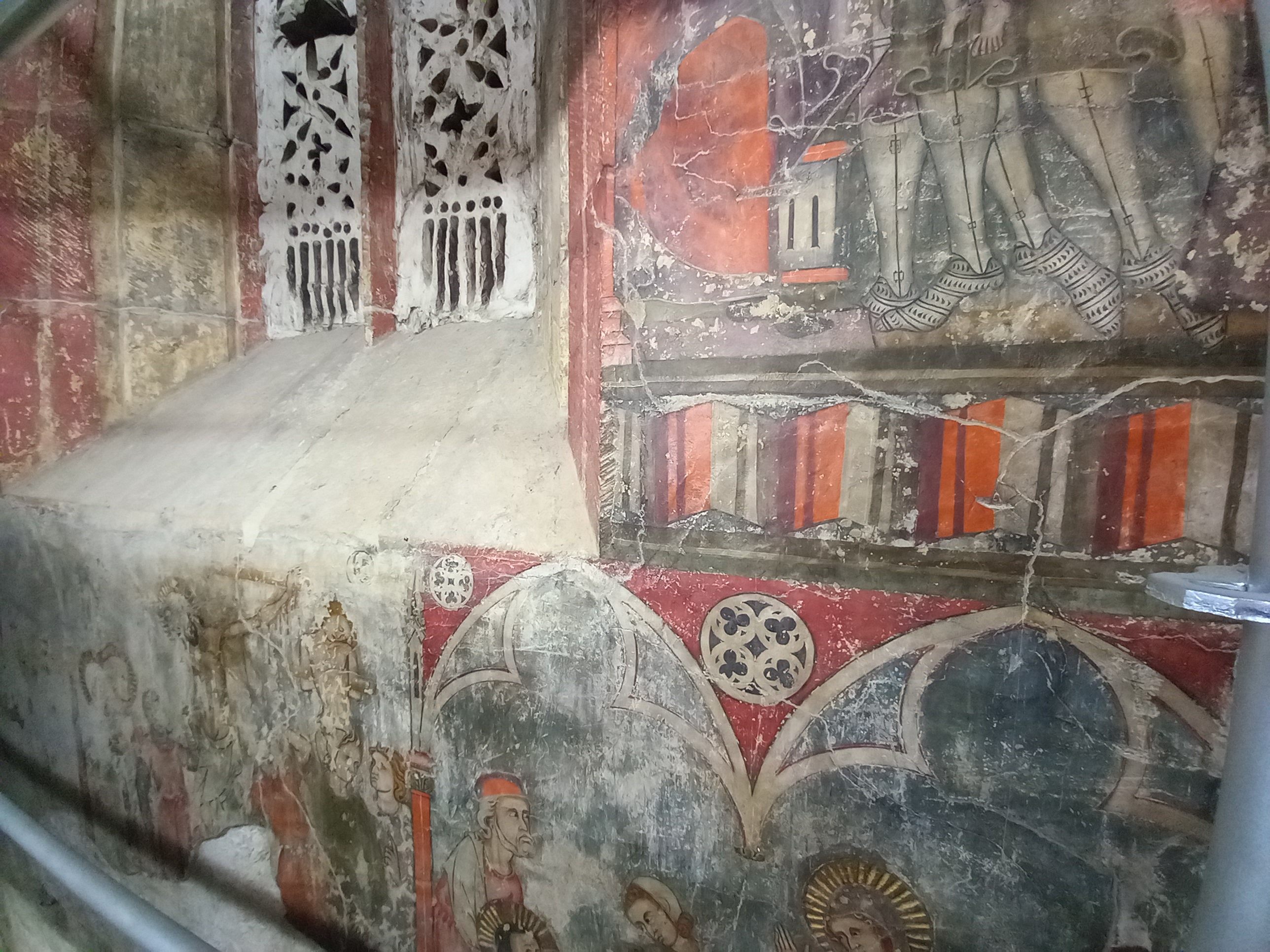
El arranque de la ventana axial